# Lijst van voetbalinterlands Ethiopië - Marokko
Deze lijst van voetbalinterlands is een overzicht van alle officiële voetbalwedstrijden tussen de nationale teams van Ethiopië en Marokko. De landen hebben tot op heden vijf keer tegen elkaar gespeeld. De eerste wedstrijd, een kwalificatiewedstrijd voor het Wereldkampioenschap voetbal 1994, vond plaats op 11 oktober 1992 in Casablanca. Het laatste duel, een kwalificatiewedstrijd voor het Wereldkampioenschap voetbal 2010, werd gespeeld in Casablanca op 31 mei 2008.

## Wedstrijden
| № | Plaats      | Datum            | Competitie                   | Wedstrijd          | Uitslag |
| - | ----------- | ---------------- | ---------------------------- | ------------------ | ------- |
| 1 | Casablanca  | 11 november 1992 | WK 1994 kwalificatie         | Marokko − Ethiopië | 5 − 0   |
| 2 | Addis Abeba | 17 januari 1993  | WK 1994 kwalificatie         | Ethiopië − Marokko | 0 − 1   |
| 3 | Rabat       | 31 mei 1997      | Afrika Cup 1998 kwalificatie | Marokko − Ethiopië | 4 − 0   |
| 4 | Addis Abeba | 13 juli 1997     | Afrika Cup 1998 kwalificatie | Ethiopië − Marokko | 0 − 1   |
| 5 | Casablanca  | 31 mei 2008      | WK 2010 kwalificatie         | Marokko − Ethiopië | 3 − 0   |

## Samenvatting
| Competitie              | Totaal gespeeld | Winst Ethiopië | Gelijk | Winst Marokko | Doelsaldo Ethiopië – Marokko |
| ----------------------- | --------------- | -------------- | ------ | ------------- | ---------------------------- |
| WK-kwalificatie         | 2               | 0              | 0      | 2             | 0 − 9                        |
| Afrika Cup-kwalificatie | 1               | 0              | 0      | 1             | 0 − 5                        |
| Totaal                  | 3               | 0              | 0      | 3             | 0 − 14                       |

Wedstrijden bepaald door strafschoppen worden, in lijn met de FIFA, als een gelijkspel gerekend.
EFF · 
A-internationals · 
Ethiopisch vrouwenelftal · Olympisch elftal
1940 – 1949 · 
1950 – 1959 · 
1960 – 1969 · 
1970 – 1979 · 
1980 – 1989 · 
1990 – 1999 · 
2000 – 2009 · 
2010 – 2019 ·
2020 − 2029
Algerije ·
Angola ·
Benin ·
Botswana ·
Burkina Faso ·
Burundi ·
Centraal-Afrikaanse Republiek ·
Comoren ·
Congo-Brazzaville ·
Congo-Kinshasa ·
Djibouti ·
Egypte ·
Ghana ·
Griekenland ·
Guinee ·
Guinee-Bissau ·
Guyana ·
Israël ·
Ivoorkust ·
Jemen ·
Joegoslavië ·
Kaapverdië ·
Kameroen ·
Kenia ·
Lesotho ·
Liberia ·
Libië ·
Madagaskar ·
Malawi ·
Mali ·
Marokko ·
Mauritanië ·
Mauritius ·
Mozambique ·
Namibië ·
Niger ·
Nigeria ·
Oeganda ·
Rwanda ·
Sao Tomé en Principe ·
Senegal ·
Seychellen ·
Sierra Leone ·
Soedan ·
Somalië ·
Tanzania ·
Togo ·
Tsjaad ·
Tunesië ·
Turkije ·
Zambia ·
Zimbabwe ·
Zuid-Afrika ·
Zuid-Jemen ·
Zuid-Soedan
FRMF · A-internationals · Bondscoaches · Marokkaans vrouwenelftal · Olympisch elftal · Lokaal · Marokko U23 · Marokko U21 · Marokko U20 · Marokko U19 · Marokko U18 · Marokko U17
1950 – 1959 ·
1960 – 1969 ·
1970 – 1979 ·
1980 – 1989 ·
1990 – 1999 ·
2000 – 2009 ·
2010 – 2019 ·
2020 − 2029
WK 1970 ·
WK 1986 ·
WK 1994 ·
WK 1998 ·
WK 2018 ·
WK 2022
OS 1964 ·
OS 1972 ·
OS 1984 ·
OS 1992 ·
OS 2000 ·
OS 2004 ·
OS 2012
1944 · 
1957 · 
1958 · 
1959 · 
1960 · 
1961 · 
1962 · 
1963 · 
1964 · 
1965 · 
1966 · 
1967 · 
1968 · 
1969 · 
1970 · 
1971 · 
1972 · 
1973 · 
1974 · 
1975 · 
1976 · 
1977 · 
1978 · 
1979 · 
1980 · 
1981 · 
1982 · 
1983 · 
1984 · 
1985 · 
1986 · 
1987 · 
1988 · 
1989 · 
1990 · 
1991 · 
1992 · 
1993 · 
1994 · 
1995 · 
1996 · 
1997 · 
1998 · 
1999 · 
2000 · 
2001 · 
2002 · 
2003 · 
2004 · 
2005 · 
2006 · 
2007 · 
2008 · 
2009 · 
2010 · 
2011 · 
2012 · 
2013 · 
2014 ·
2015 ·
2016 ·
2017 ·
2018 ·
2019 ·
2020 ·
2021 ·
2022 ·
2023 ·
2024
Albanië ·
Algerije ·
Angola ·
Argentinië ·
Armenië ·
Australië ·
Bahrein ·
België ·
Benin ·
Botswana ·
Brazilië ·
Bulgarije ·
Burkina Faso ·
Burundi ·
Canada ·
Centraal-Afrikaanse Republiek ·
Chili ·
China ·
Colombia ·
Comoren ·
Congo-Brazzaville ·
Congo-Kinshasa ·
Costa Rica ·
DDR ·
Denemarken ·
Duitsland ·
Egypte ·
Engeland ·
Equatoriaal-Guinea ·
Estland ·
Ethiopië ·
Finland ·
Frankrijk ·
Gabon ·
Gambia ·
Georgië ·
Ghana ·
Griekenland ·
Guinee ·
Guinee-Bissau ·
Hongkong ·
Ierland ·
India ·
Indonesië ·
Irak ·
Iran ·
Italië ·
Ivoorkust ·
Jamaica ·
Jemen ·
Joegoslavië ·
Jordanië ·
Kaapverdië ·
Kameroen ·
Kenia ·
Koeweit ·
Kroatië ·
Lesotho ·
Libanon ·
Liberia ·
Libië ·
Luxemburg ·
Malawi ·
Maleisië ·
Mali ·
Mauritanië ·
Mexico ·
Mozambique ·
Myanmar ·
Namibië ·
Nederland ·
Nieuw-Zeeland ·
Niger ·
Nigeria ·
Noord-Ierland ·
Noorwegen ·
Oeganda ·
Oekraïne ·
Oezbekistan ·
Oman ·
Palestina ·
Paraguay ·
Peru ·
Polen ·
Portugal ·
Qatar ·
Roemenië ·
Rusland ·
Rwanda ·
Saoedi-Arabië ·
Sao Tomé en Principe ·
Schotland ·
Senegal ·
Servië ·
Sierra Leone ·
Slowakije ·
Soedan ·
Somalië ·
Sovjet-Unie ·
Spanje ·
Syrië ·
Tanzania ·
Thailand ·
Togo ·
Trinidad en Tobago ·
Tsjechië ·
Tunesië ·
Uruguay ·
Verenigde Arabische Emiraten ·
Verenigde Staten ·
Zambia ·
Zimbabwe ·
Zuid-Afrika ·
Zuid-Jemen ·
Zuid-Korea ·
Zwitserland
België (2022) · 
Frankrijk (2022) ·
Iran (2018) · 
Kroatië (2022, 1) ·
Kroatië (2022, 2) ·
Portugal (2018) · 
Portugal (2022) ·
Spanje (2018) ·
Spanje (2022)